# Kyffhäuserland
Kyffhäuserland est une commune allemande de l'arrondissement de Kyffhäuser, Land de Thuringe.

## Géographie

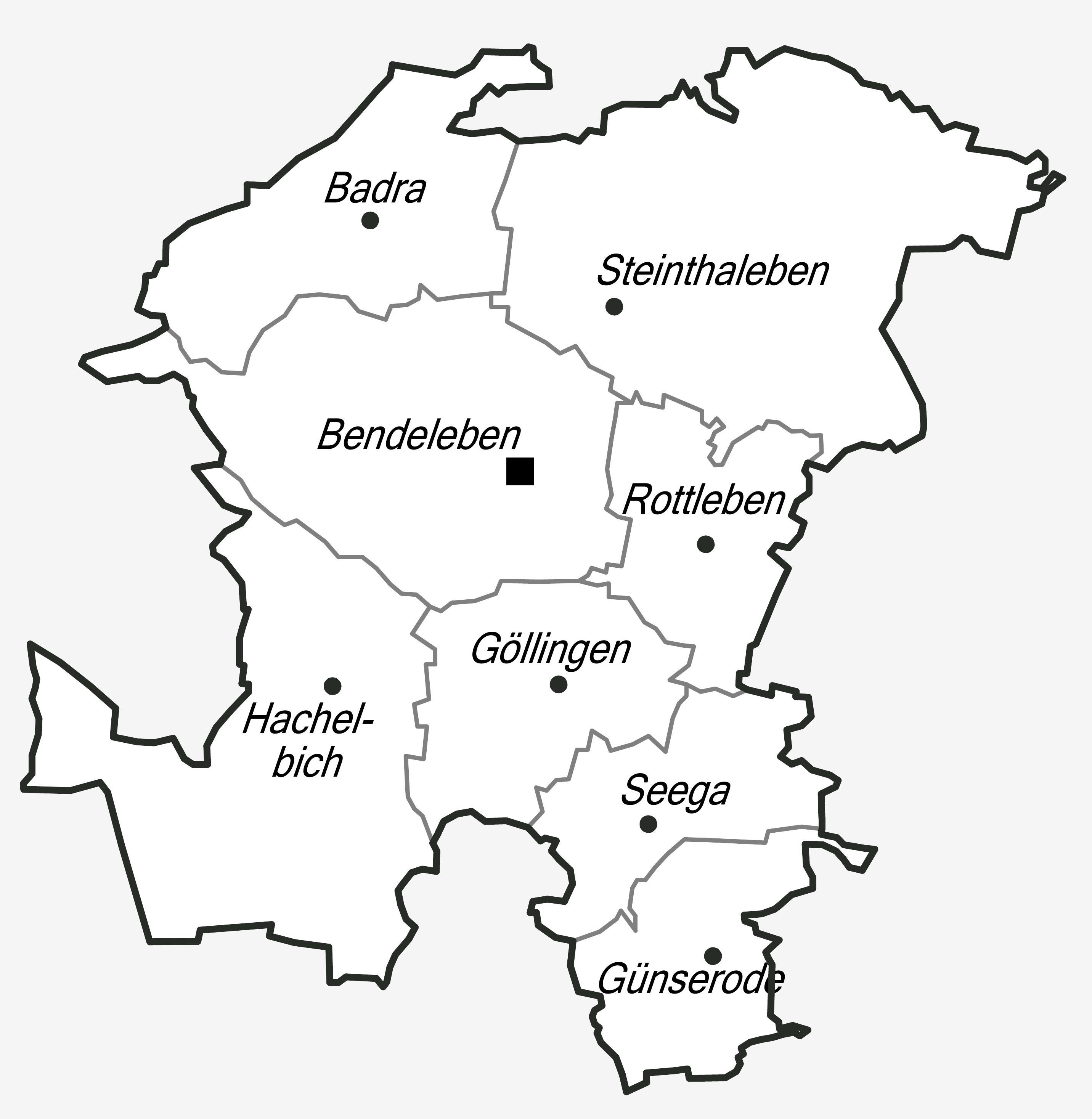
Les huit quartiers de la commune

Kyffhäuserland se situe sur la frontière avec la Saxe-Anhalt.
La plus grande rivière est la Wipper, qui coule à travers les quatre villages du sud Hachelbich, Göllingen, Seega et Günserode. La Badraer Bach, un affluent de l'Unstrut, coule au sud-ouest de Badra.
La commune est issue de la fusion le 31 décembre 2012 de huit communes :  Badra, Bendeleben, Göllingen, Günserode, Hachelbich, Rottleben, Seega et Steinthaleben. Papiermühle, Schersen, Rathsfeld et Kyffhausen font aussi partie de la commune.
|               | Kelbra (Kyffhäuser) |                          |
| Sondershausen | Kyffhäuserland      | Bad Frankenhausen        |
| Großenehrich  | Trebra Oberbösa     | Bilzingsleben Frömmstedt |

Kyffhäuserland se trouve sur la Bundesstraße 85.

## Histoire
Les huit municipalités qui formeront Kyffhäuserland constituent le 8 mars 1994 le Verwaltungsgemeinschaft Kyffhäuser. Oberbösa l'intègre le 29 novembre 1994. À partir de 2007, il y a des efforts pour transformer la communauté administrative dans une communauté unifiée. À l'automne 2011, les huit conseils municipaux votent la fusion des communes. La commune d'Oberbösa préfère rejoindre le Verwaltungsgemeinschaft Greußen.